# Rovine di Eldena

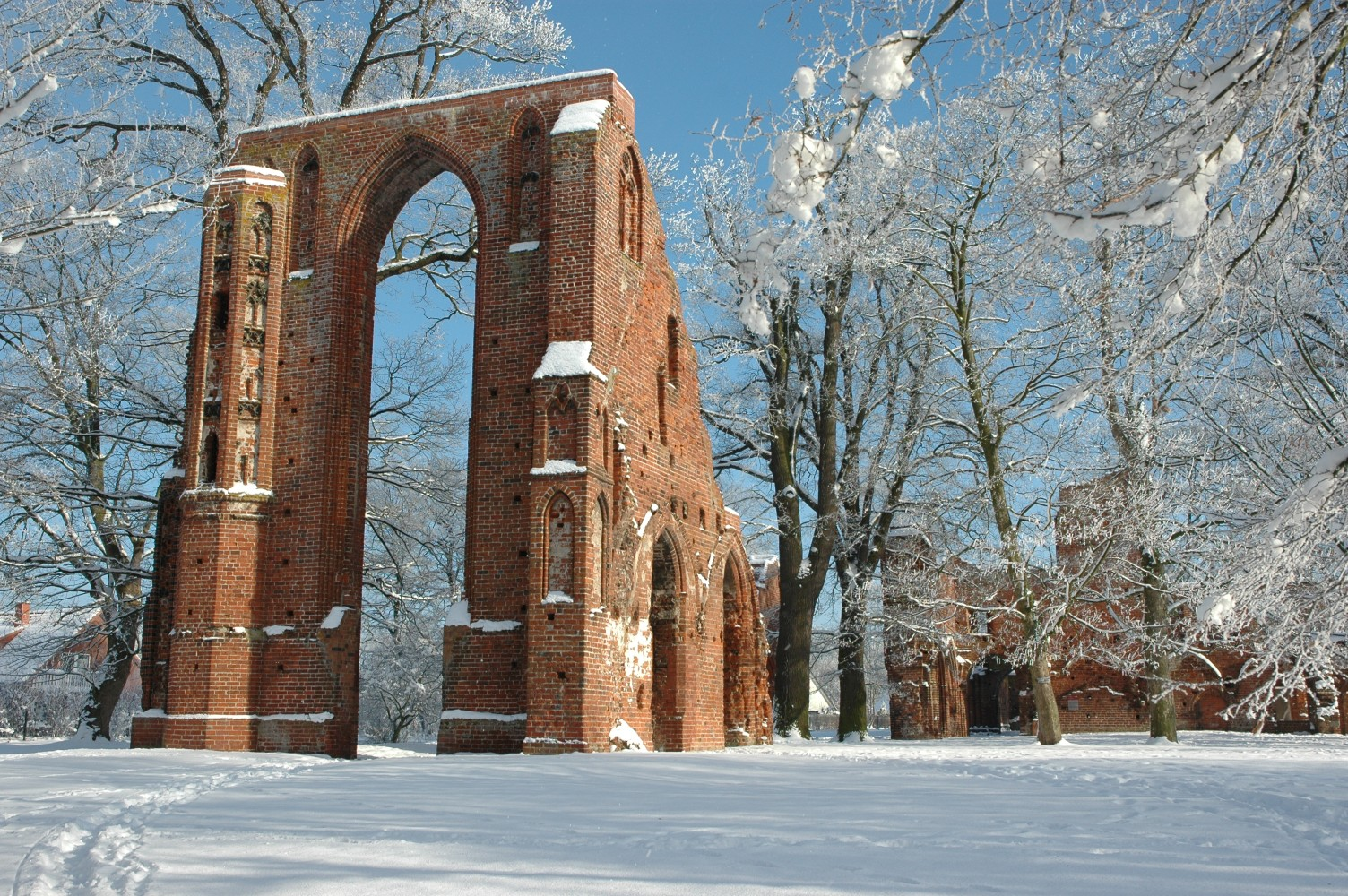
Le rovine di Eldena in Inverno

Le rovine di Eldena sono i resti di un'abbazia cistercense nei pressi della città di Greifswald in Pomerania, nel nord della Germania. Sono state oggetto di diversi dipinti di Caspar David Friedrich.

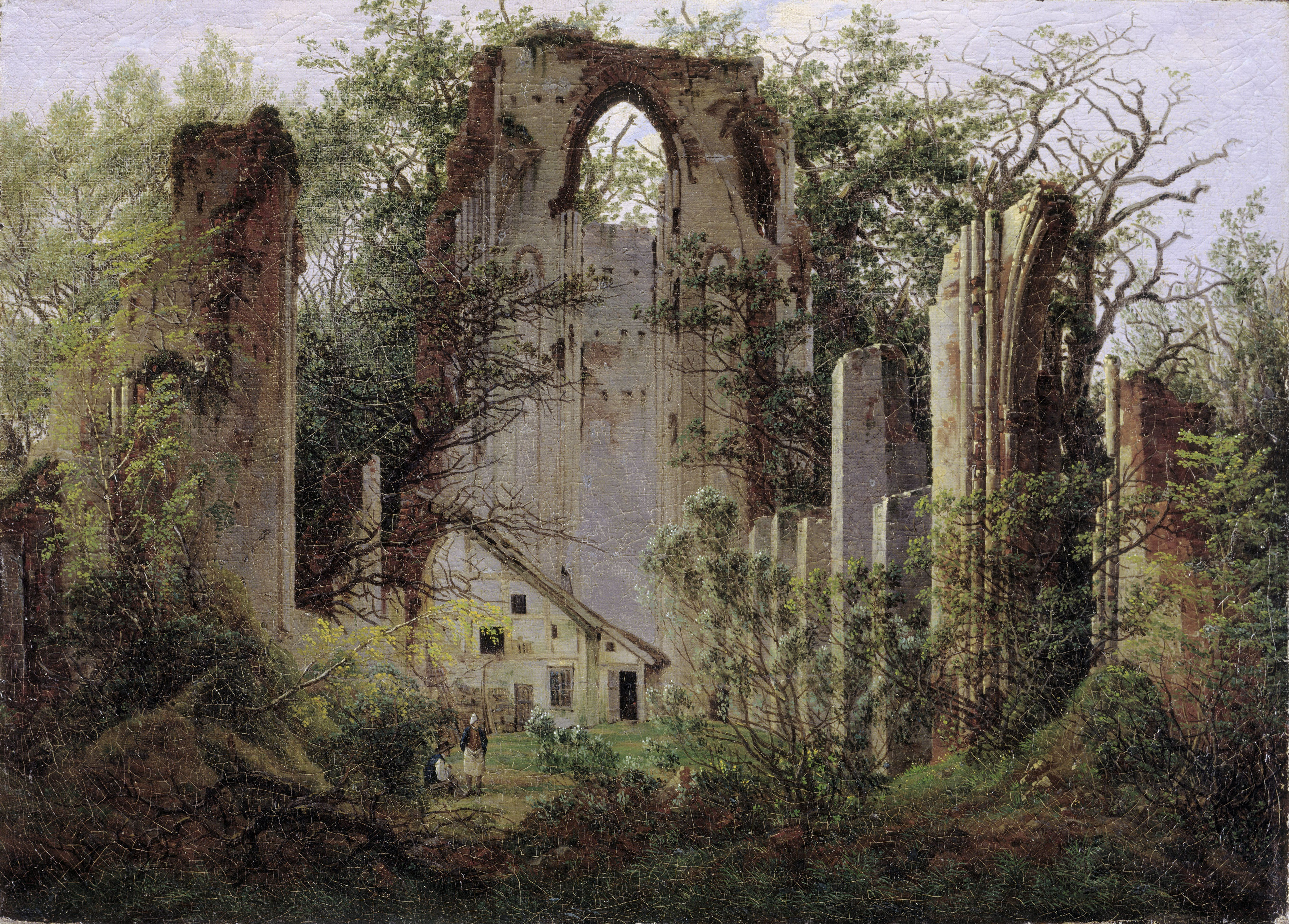
Le rovine di Eldena in un dipinto di Friedrich

## Storia
L'abbazia venne edificata in un periodo molto lungo, dal 1200 circa fino alla fine del XV secolo. Cadde in abbandono dopo la riforma protestante e venne severamente danneggiata dalla guerra dei trent'anni e dalla dominazione svedese della Pomerania (1648-1815). Agli inizi del '800 quando Friedrich dipingeva l'abbazia non rimanevano altro che rovine circondate dalla vegetazione e da qualche abitazione contadina.
Dal 1828, in seguito alla riscoperta romantica del sito, vennero iniziati i primi lavori di restauro e venne creato un parco su un progetto del paesaggista prussiano Peter Joseph Lenné. Nel 1926 vennero effettuati degli scavi tra le rovine per ricreare la forma originaria del monastero. Oggi le rovine si trovano sotto la giurisdizione della città di Greifswald e sono un luogo di buon afflusso turistico. Il luogo è utilizzato per manifestazioni culturali.

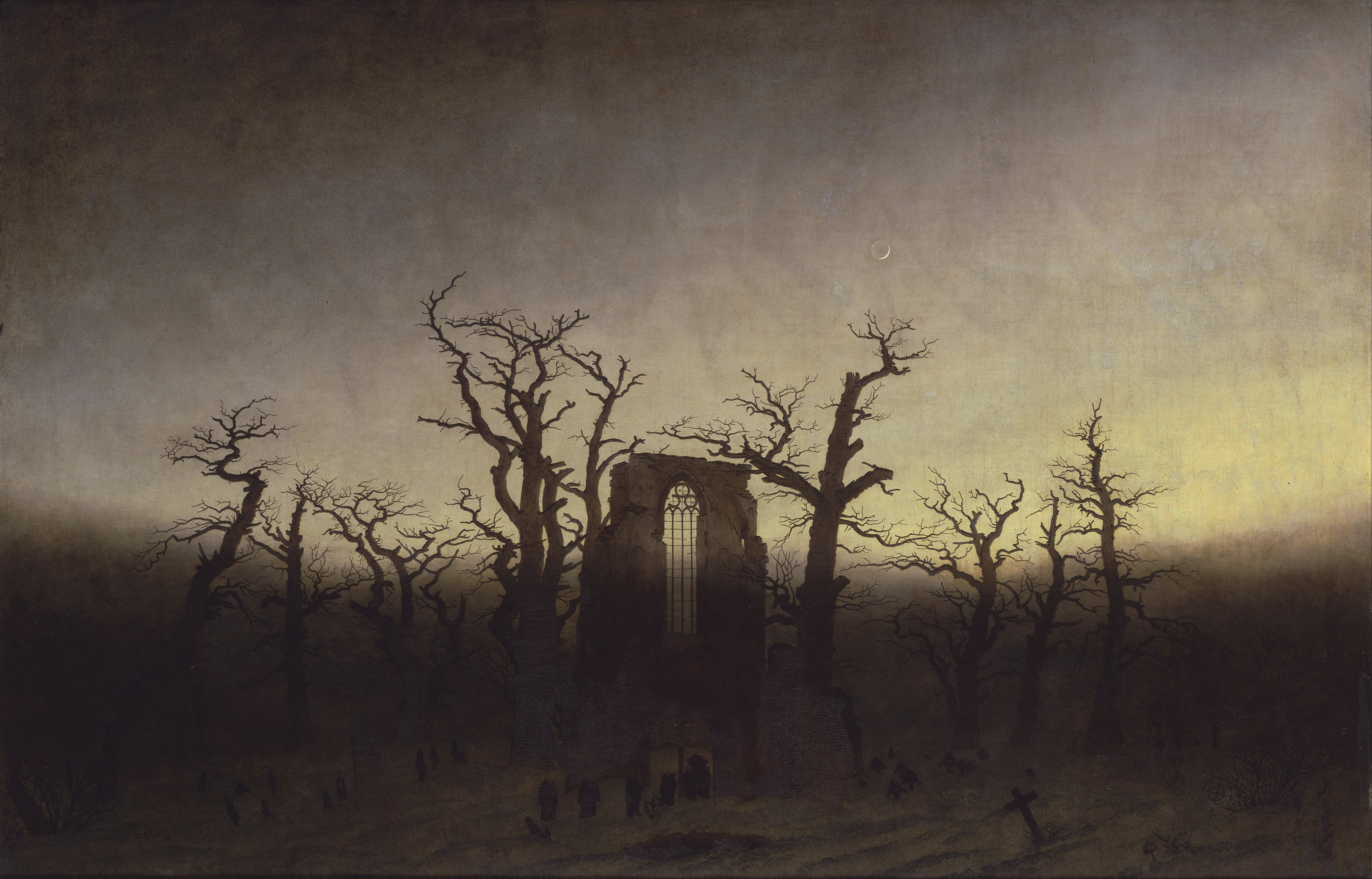
Caspar David Friedrich. Abbazia nel querceto (1810). L'opera raffigura una mesta processione di pochissimi frati che, recando la bara di un confratello defunto, sono diretti verso il cancello di un'abbazia medievale diroccata, che nelle forme ricorda molto quella di rovine di Eldena: dell'edificio sacro non rimane che la grande monofora centrale in stile gotico, ed è talmente distrutto da essere utilizzato come cimitero.

## Lista degli abati
- Liwinius 1193–1207
- Sueno I 1207–1215
- Johannes I 1234–1241
- Andreas 1241
- Sueno II 1249–1254
- Christian 1256
- Reginarus 1265
- Rudolf 1270–1274
- Johannes II 1275–1290
- Hermann I 1293
- Nikolaus I Witte 1294–1295
- Heinrich I 1297–1303
- Jakob Stumpel 1304–1306
- Heinrich II 1306–1309
- Robert 1319
- Johannes III di Hagen c. 1325
- Arnold di Lubecca c. 1329
- Gerhard I 1335
- Heinrich III 1337
- Gerhard II 1341
- Martin 1347–1367
- Johannes IV Rotermund 1369
- Johannes V 1369–1388
- Johannes VI 1392–1415
- Nikolaus II 1415–1434
- Hartwich 1436–1447
- Everhard 1448–1452
- Sabellus Crugher 1455–1456
- Theodorich 1458
- Hermann II 1459–1470
- Johannes VII 1470–1473
- Nikolaus III 1473-1486
- Gregorius Groper 1486–1490
- Lambert von Werle 1490–1499
- Matthias 1499–1510
- Enwaldus Schinkel 1510–1535